# Алеманно, Джованни
Джованни (Джанни) Алеманно (итал. Giovanni Alemanno; род. 3 марта 1958, Бари, Италия) — итальянский политик. Министр сельского и лесного хозяйства Италии (2001—2006). Мэр Рима (2008 — 2013).

## Биография
В молодости участвовал в работе ультраправого Итальянского социального движения. Был руководителем его молодёжной организации. В 1990 был избран депутатом законодательного собрания области Лацио. С 1994 по 2008 год являлся членом Палаты депутатов парламента Италии. В 2001—2006 годах был министром сельского и лесного хозяйства в двух кабинетах Сильвио Берлускони.
Дважды выставлял свою кандидатуру в мэры Рима. На выборах 2006 года потерпел поражение от Вальтера Вельтрони, получив около 36 % голосов. Однако на выборах 2008 года, после отставки Вельтрони, победил Франческо Рутелли, бывшего мэром в 1990-е. На этих выборах Алеманно получил 53,6 % голосов. 
Важнейшим обещанием Алеманно было повышение безопасности горожан. Им были даны обещания усилить патрулирование города полицией, выслать нелегально проживающих в городе цыган и иммигрантов. В ответ на критику (в частности, за то, что его победу криками «Дуче! Дуче!» приветствовали наци-скинхеды, вскидывавшие руку в фашистском приветствии) отмежевался от ультраправого прошлого и любых форм тоталитаризма, а также инициировал постройку музея памяти Холокоста. На посту мэра запомнился также и антимигрантскими инициативами.

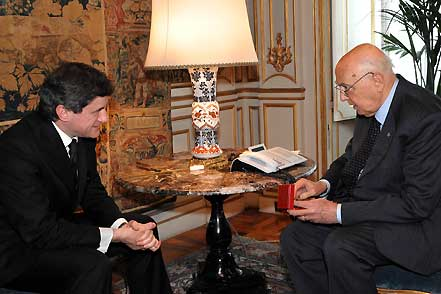
Алеманно и президент Италии Джорджо Наполитано

На следующих выборах мэра Рима в 2013 году потерпел сокрушительное поражение (36,1 % против 63,9 %) от левоцентристского кандидата Иньяцио Марино.
Алеманно входил в Национальный альянс, который в 2009 году влился в партию Берлускони «Народ свободы». После её развала в 2013 году принял активное участие в создании партии «Италия прежде всего». 
В декабре 2013 — январе 2014 года при активном участии Алеманно произошло слияние возрождённого «Национального альянса» с движением «Братья Италии — национальный правый центр», после чего объединённая партия приняла наименование «Братья Италии — Национальный альянс».
В феврале 2022 года осуждён на 1 год 10 месяцев лишения свободы за злоупотребление политическим влиянием и незаконное финансирование партии. Был освобождён условно. 2 января 2025 года был отменён условный срок, и он был задержан. Также в отношении него ведётся новое расследование о финансовых нарушениях.
Женат на Изабелле Раути, дочери известного ультраправого деятеля Пино Раути. Алеманно также известен постоянным ношением на шее кельтского креста.